# Magnus Olsen
Magnus Bernhard Olsen (født 28. november 1878 i Arendal, død 16. januar 1963 i Oslo) var en norsk sprogforsker.

## Karriere
Olsen blev student i 1896, og herefter cand. mag. i 1903.Han fik universitetsstipendiat 1904 og blev udnævnt til professor ved Kristiania Universitet i oldnorsk og islandsk sprog og litteratur 1908. Han bistod fra 1902 af den næsten blinde Sophus Bugge først som medhjælper, siden som medudgiver ved arbejdet med Norges Indskrifter med de ældre Runer og havde i perioden 1902—1904 et stipendium til runologiske studier. Bugge skrev om ham: "...han er min Tilhører, og jeg tænker paa ham som min Efterfølger."
Olsen havde studieophold i København og Leipzig. På Nationalmuseet i København opbevares en række grønlandske runeindskrifter, som han har tolket.
Foruden at have udgivet en udgave af Volsunga Saga ok Ragnars Saga Loðbrókar (1906—1908) har han forfattet nogle mindre arbejder om runer, nordisk mytologi og norske stednavne i Kristiania Videnskabsselskabs Forhandlinger (1903—1909), Arkiv för nordisk filologi, bind 22—23, Aarbøger for nordisk Oldkyndighed 1907), Aarsberetning fra Foreningen til norske Fortidsminders Bevaring (1907), (norsk) Historisk Tidsskrift), Det kgl. norske Vid. Selsk. Skrifter (1908), Bergens Museums Aarbog (1909) og i det af ham fra 1909 udgivne tidsskrift Maal og Minne, som han redigerede frem til 1950. Han har bearbejdet Norske Gaardnavne, bind 11 (Søndre Bergenhus Amt [Kristiania 1910]). Hans bibliografi Består af 391 numre.
I 1941 lod han sig vælge til dekan ved Universitetet i Oslo, efter at Francis Bull var arresteret af tyskerne. Samme år begyndte trykningen af Norges indskrifter med de yngre runer, som blev afsluttet med bind 5 i 1960; derfor kom runefundene fra Bryggen i Bergen ikke med.

## Privatliv
Han var søn af købmand Ole Christian Olsen (1834–87) og Therese Evine Olsen (1843–1926). Han blev gift den 28. juni 1912 med Gjertrud Mathilde Kjær (født i 1890).

### Større udgivelse
- Hedenske Kultminder i Norske Stedsnavne. Kristiania 1915.
- Ættegård og Helligdom, Norske Stednavn Sosialt og Religionshistorisk Belyst. Oslo 1926, 2. udgave Oslo 1978.
- Farms and Fanes of Ancient Norway: The Place-Names of a Country Discussed in Their Bearings on Social and Religious History. Tr. Th. Gleditsch. Oslo 1928.
- Hva Våre Stedsnavn Lærer Oss. Oslo 1934, 2. udgave Oslo 1971, 1973.

## = Tidsskrifter
- Norges innskrifter med de ældre runer bind 1 - 4. Oslo 1891–1924. medSophus Bugge.
- Norges innskrifter med de yngre runer bind 1 - 5. Oslo 1941, 1951, 1954, 1957, 1960. — bind 3 - 5 medAslak Liestøl.
- Völsunga saga ok Ragnars saga loðbrókar, København 1906-1908. Samfund til udgivelse af gammel nordisk litteratur 36.
- (redaktør) Oluf Rygh. Stavanger Amt. Norske gaardnavne 10, Oslo 1915.
- (redaktør) Oluf Rygh. Søndre Bergenhus Amt. Norske gaardnavne 11. Oslo 1910.
- (redaktør med Just Knud Qvigstad) Oluf Rygh. Finmarkens Amt. Norske gaardnavne 18. Oslo 1924.

### Tekstbøger
- Norrøne studier, Oslo 1938.